# Dieter M. Kolb
Dieter Michael Kolb (* 11. Oktober 1942 in Amberg in der Oberpfalz; † 4. Oktober 2011 in Ulm) war ein deutscher Elektrochemiker, der von September 1990 bis September 2010 als Professor an der Universität Ulm lehrte und forschte und in dieser Zeit Direktor des dortigen Instituts für Elektrochemie war. Ein Ziel seiner Forschung war das Verständnis der Vorgänge an Elektroden auf atomarer Ebene, wozu er viele Beiträge lieferte. Der von Kolb mitbegründete Forschungszweig wird auch „elektrochemische Oberflächenwissenschaft“ genannt. Um die Anordnung der Atome an der Oberfläche von Elektroden zu untersuchen, wurde in seiner Gruppe z. B. die Rastertunnelmikroskopie genutzt.

## Leben
Dieter Kolb studierte in der Zeit von 1961 bis 1966 Physik an der Technischen Hochschule München. Seine Doktorarbeit erstellte er 1966 bis zum April 1969 am Institut für Physikalische Chemie der Technischen Hochschule München in der Gruppe von Heinz Gerischer. 1969 bis 1971 arbeitete er in den Bell Laboratories in Murray Hill, 1971–1990 wieder als Mitarbeiter von Gerischer, nun am Fritz-Haber-Institut der Max-Planck-Gesellschaft in Berlin. Im November 1976 habilitierte sich Kolb an der Freien Universität Berlin. Dort wurde er 1984 zum Professor der Chemie ernannt.
1990 wurde Kolb an die Universität Ulm berufen, wo er ab dem September 1990 als Professor für Physikalische Chemie in der Lehre tätig wurde. 1992 starb Kolbs Ehefrau Franziska, die er 1969 geheiratet hatte, an Blutkrebs. Die von Kolb 1994 gegründete Franziska-Kolb-Stiftung fördert die Leukämieforschung mit einem jährlich vergebenen Forschungspreis.
Von 2003 bis 2004 war Kolb Präsident der International Society of Electrochemistry. 2011 wurde Kolb einer der Direktoren des damals neu gegründeten Helmholtz-Instituts Ulm.

## Werke Kolbs (Auswahl)
Kolbs Arbeiten zielten auf ein Verständnis der elektrochemischen Abläufe auf Metallelektroden auf atomarer oder molekularer Ebene. Zu den von ihm untersuchten Vorgängen gehörten beispielsweise die elektrochemische Metallabscheidung und -auflösung, die Oberflächenrekonstruktion, Struktur-Eigenschafts-Beziehungen in der Elektrokatalyse, Strukturänderungen in Adsorbatschichten sowie die Herstellung von Nanostrukturen.
Kolb hat über 310 wissenschaftliche Arbeiten publiziert, von denen 308 in der Datenbank Scopus erfasst sind. Sein Scopus-h-Index zum Stand Dezember 2019 war 73. Zu seinen meistzitierten Veröffentlichungen zählen:
- Underpotential deposition of metals and work function differences, mit M. Przasnyski und Heinz Gerischer, 1974[11]
- Surface reconstruction in electrochemistry: Au(100-(5 × 20), Au(111)-(1 × 23) and Au(110)-(1 × 2), mit J. Schneider, 1986[13]
- UHV Techniques in the Study of Electrode Surfaces, 1987[20]
- Atomic structure of Cu adlayers on Au(100) and Au(111) electrodes observed by in situ scanning tunneling microscopy, mit O. M. Magnussen, J. Hotlos, R. J. Nichols, und Rolf Jürgen Behm[12]
- Reconstruction phenomena at metal-electrolyte interfaces, 1996[14]
- Nanofabrication of Small Copper Clusters on Gold(111) Electrodes by a Scanning Tunneling Microscope, mit R. Ullmann und T. Will, 1997[16]
- Characterization of High-Surface-Area Electrocatalysts Using a Rotating Disk Electrode Configuration, mit T. J. Schmidt, H. A. Gasteiger, G. D. Stäb, P. M. Urban, Rolf Jürgen Behm, 1998[15]

### Werke mit Kolb als Herausgeber (Auswahl)
- Elektrochemische Verfahren für neue Technologien, mit K. Mund und J. Russow, 2000[21]
- Kolb arbeitete ab dem 5. Band und bis einschließlich des 14. Bandes als Mit-Herausgeber der von Heinz Gerischer und Charles W. Tobias begründeten Buchreiche Advances in electrochemical science and engineering[4][22]: 5. Band 1997[23], 6. Band 1999[24], 7. Band 2001[25], 8. Band 2003[26], 9. Band 2006[27], 10. Band 2008[28], 11. Band 2009[29], 12. Band 2010[30], 13. Band 2013[31], 14. Band 2013[32]

## Ehrungen (Auswahl)
Kolb hat zahlreiche Ehrungen erhalten, dazu zählen:
- 1980 – Haber-Preis (heute Nernst-Haber-Bodenstein-Preis) der Deutschen Bunsen-Gesellschaft für Physikalische Chemie[34]
- 1991 – Pergamon Gold Medal der International Society of Electrochemistry ISE[6]
- November 1994 – Bourke-Medaille der Royal Society of Chemistry (London)[35][36]
- 1997 – David C. Grahame Award[37] der Electrochemical Society ECS
- Juni 2000 – Luigi-Galvani-Medaille[38] der italienischen Gesellschaft Società Chimica Italiana
- Mai 2002 – Walther-Nernst-Denkmünze der Deutschen Bunsen-Gesellschaft für Physikalische Chemie[39]
- Oktober 2002 – Electrodeposition Division Research Award der Electrochemical Society ECS[40]
- 2003 – Faraday-Medaille der Electrochemistry Group der Royal Society of Chemistry[41]
- 2009 – Olin-Palladium-Preis der Electrocemical Society ECS[42]
- 2011 – Frumkin-Medaille der International Society of Electrochemistry ISE[43]
- 2011 nannte der Präsident der Universität Ulm, Karl Joachim Ebeling, Kolb den „Nestor der deutschen Elektrochemie“.[2]
- Das von Kolb gegründete Gerischer-Symposium wurde umbenannt in Gerischer-Kolb-Symposium; dieses fand bisher 2014[44] und 2017[45] statt.